# Jan Rypka
Jan Rypka (Kroměříž, 1886. május 28. - Prága, 1968. december 29.) cseh orientalista, műfordító, az iránkutatás és turkológia professzora a Károly Egyetemen.

## Élete
Kroměřížben érettségizett, majd beiratkozott a Bécsi Egyetem orientalisztika szakára, ahol 1910-ben "iszlám nyelvekből" doktorált. Előbb fordításokkal foglalkozott, majd jólfizető állást talált a bécsi udvari és egyetemi nyomdánál. A csehszlovák államfordulatot követően 1920-ban Prágába költözött. 1921-ben az Oktatásügyi Minisztériumban helyezkedett el. 1921 nyarán Konstantinápolyba nyert ösztöndíjat. Visszatérte után ismét a minisztériumnál dolgozott és 1924-ben habilitált. 1927-től különleges, 1930-tól rendes professzor lett a Károly Egyetemen. 1939-től az egyetem dékánja lett, a második világháború után pedig az egyetem munkájának újraélesztésén dolgozott, 1952-től a Csehszlovák Akadémia akadémikusa.
1927-től a prágai Orientalista Intézet kinevezett tagja. 1929-ben alapítója az intézet folyóiratának az Archiv orientální-nak.
Az 1930-as években a perzsa irodalommal foglalkozott (főként Nizámi perzsa költővel). 1934-ben meghívottként részt vett Teheránban Firdauszí perzsa költő születésének ezredik évfordulójának ünnepén, de egy teljes évet kutatott az országban és ismeretségi körét is szélesítette. Tanítványa volt többek között Blaskovics József is.

## Elismerései és emlékezete
- 1962 a Párizsi Egyetem díszdoktora
- 1962 a Varsói Egyetem díszdoktora

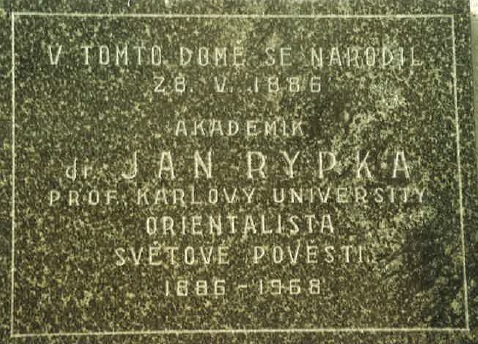
Emléktábla szülőházán

- 1963 a Teheráni Egyetem díszdoktora
- 1963 a Csehszlovák Köztársaság Érdemrendje

## Művei
- 1927 Čtyři turecké listiny z Dolného Kamence na Slovensku. Prúdy.
- 1943 Sedm princezen (fordítás)
- 1946 Íránský poutník
- 1953 Chvály (fordítás)
- 1956/1963 Dějiny perské a tádžické literatury (tsz.)
- 1968 History of Iranian Literature. Reidel Publishing Company, Dordrecht.